# 1969 en science
| Années de la science : 1966 - 1967 - 1968 - 1969 - 1970 - 1971 - 1972    |
| Décennies de la science : 1930 - 1940 - 1950 - 1960 - 1970 - 1980 - 1990 |

Cet article présente les faits marquants de l'année 1969 en science.

## Évènements
- 4 avril : à Houston (États-Unis), le docteur Denton Cooley (en) greffe un « cœur d'attente » en plastique à un patient[1].
- Août : les informaticiens américains Kenneth Thompson et Dennis Ritchie, des Laboratoires Bell, créent le système d'exploitation UNIX[2].
- 29 octobre : ARPANET, l'ancêtre de l'Internet, est opérationnel[3].
- 1er novembre : Dorothy Crowfoot Hodgkin publie la structure tridimensionnelle de l'insuline[4].
- 25 décembre : sortie de la Seiko Astron, la première montre à quartz[5].

### Sciences physiques
- 8 février : chute de la météorite d'Allende au nord du Mexique. Près de deux tonnes de fragments sont récoltés et analysés[6],[7].
- 28 septembre : chute de la météorite Murchison en Australie, contenant plusieurs acides aminés[8].
- 17 décembre : fondation du Centre de recherche sur les ions lourds (GSI, Gesellschaft für Schwerionenforschung mbH), à Darmstadt en Allemagne[9].

- L'abandon de la filière nucléaire française (graphite gaz) pour l'américaine PWR (Pressurized Water Reactor) est décidée par Georges Pompidou[10].

#### Astronautique
- 16 et 17 mai : les sondes russes Vénéra 5 et Vénéra 6 entrent dans l'atmosphère de Vénus après 5 mois de voyage, mais sont détruites avant d'avoir pu se poser[11].

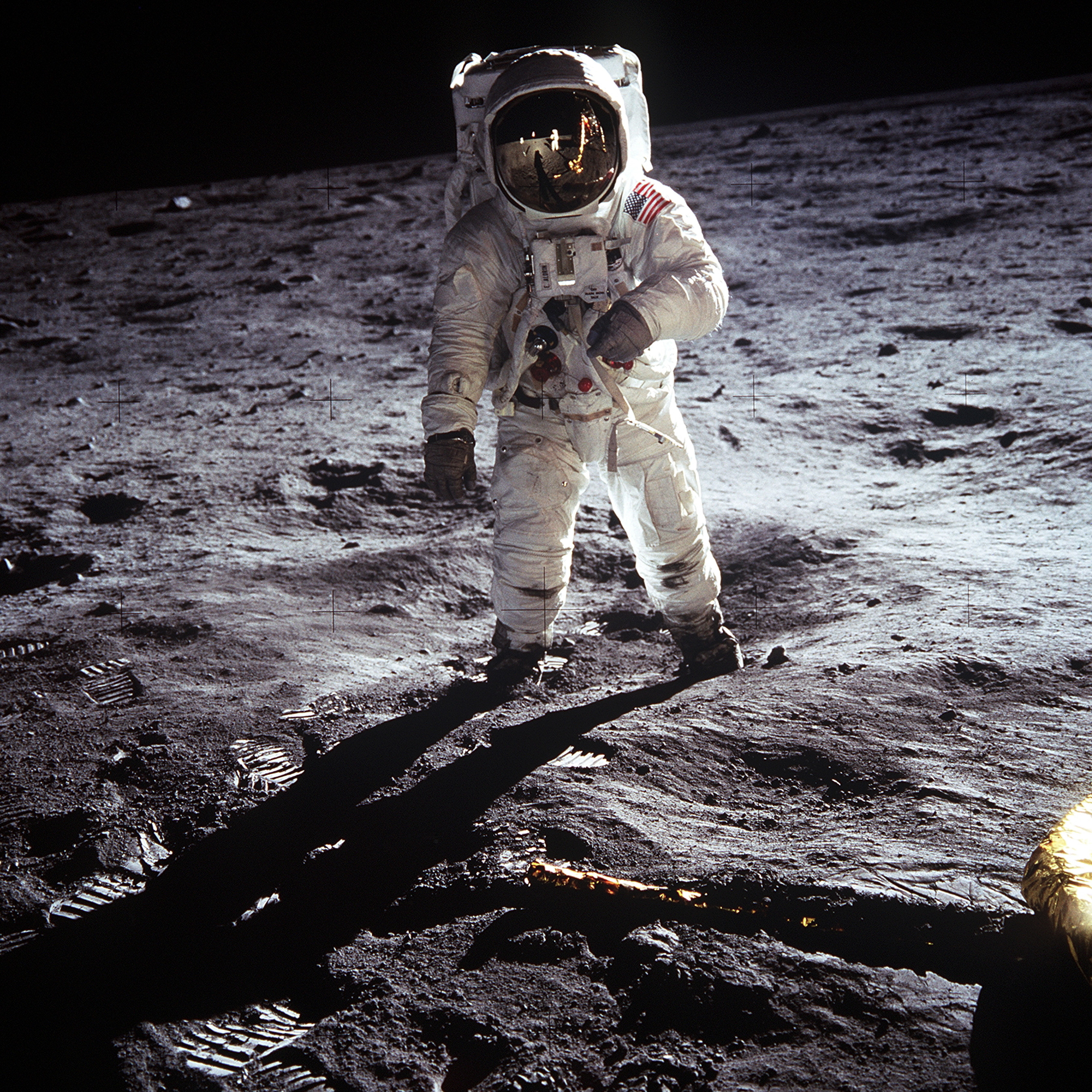
Buzz Aldrin marchant sur la Lune.

- 20 juillet : Apollo 11 se pose sur la Lune[11].
- 21 juillet : première marche lunaire pour Neil Armstrong et Edwin Aldrin[12].

- 19 novembre : Apollo 12 se pose sur la Lune. Deuxième marche lunaire pour Charles Conrad et Alan Bean. Cinq autres missions Apollo fouleront à leur tour le sol lunaire (1969-1972)[11].

## Prix
- Prix Nobel
- Physique : Murray Gell-Mann

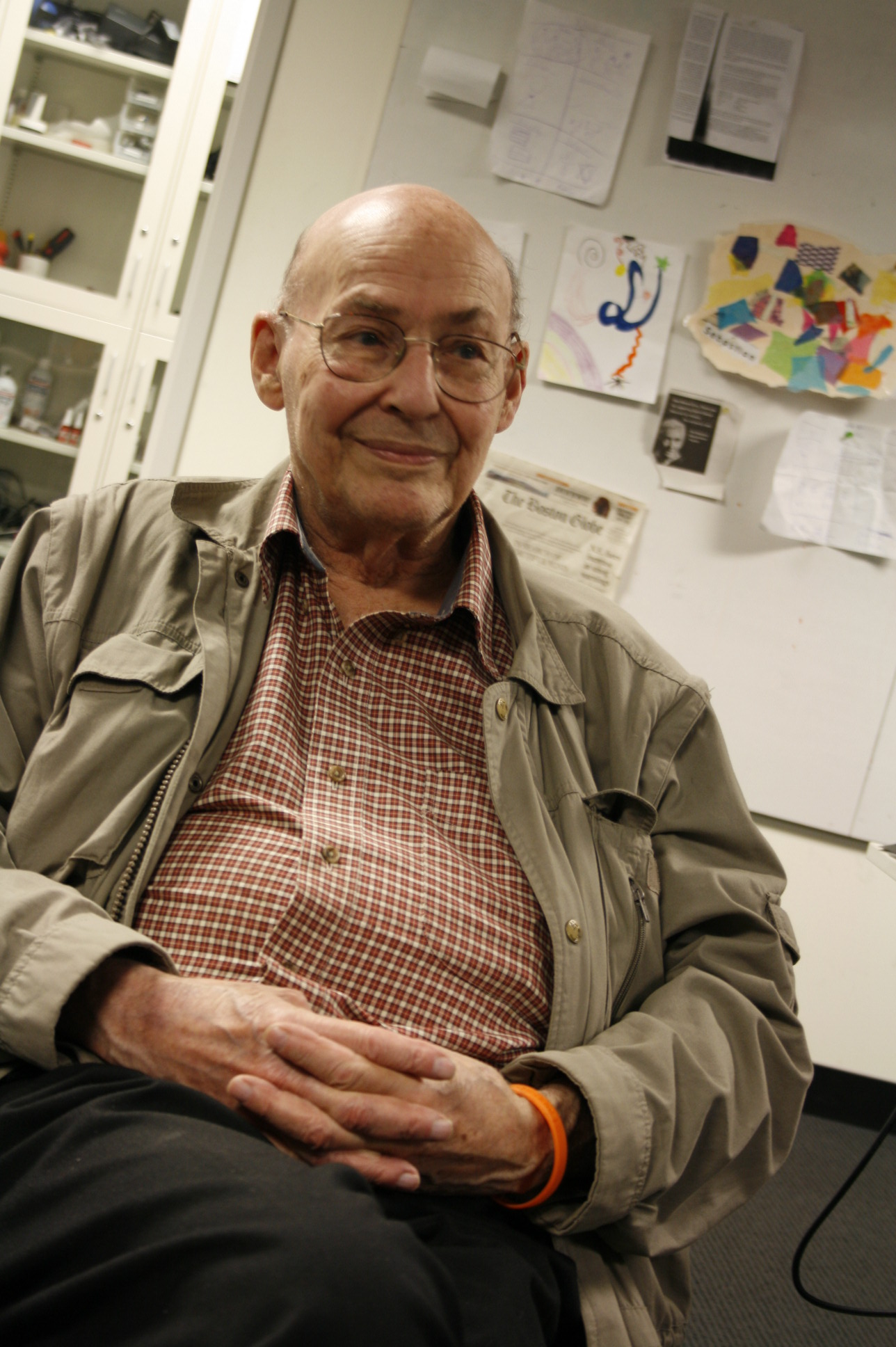
Marvin Minsky.

- Chimie : Derek Harold Richard Barton (britannique), Odd Hassel (norvégien)
- Physiologie ou médecine : Max Delbrück (Allemand), Alfred D. Hershey (Américain), Salvador E. Luria (Américain né en Italie)

- Prix Lasker
- Prix Albert-Lasker pour la recherche médicale fondamentale : Bruce Merrifield
- Prix Albert-Lasker pour la recherche médicale clinique : George Cotzias (en)

- Médailles de la Royal Society
- Médaille Copley : Peter Medawar
- Médaille Davy : Frederick Dainton
- Médaille Hughes : Nicholas Kurti
- Médaille Leverhulme : Hans Kronberger (en)
- Médaille royale : Charles William Oatley, Frederick Sanger, George Deacon

- Médailles de la Geological Society of London
- Médaille Lyell : Francis John Turner
- Médaille Murchison : Percy Edward Kent
- Médaille Wollaston : William Maurice Ewing

- Prix Jules-Janssen (astronomie) : Nicolas Stoyko
- Prix Turing : Marvin Minsky
- Médaille Bruce (Astronomie) : Horace Welcome Babcock
- Médaille Linnéenne : Irene Manton et Ethelwynn Trewavas
- Prix Bôcher : Isadore Singer
- Médaille Keith : Charles Dewar Waterston (d)
- Prix Frederick W. Lanchester : Harvey M. Wagner (en)
- Prix Lobatchevski : Heinz Hopf
- Médaille Tchebychev en or : Andreï Markov
- Médaille Tyson : Douglas C. Heggie (en)
- Prix Eugène-Catalan : Gilbert Crombez (d)
- Prix Salem : Richard Hunt
- Médaille d'or du CNRS : Georges Chaudron

## Naissances

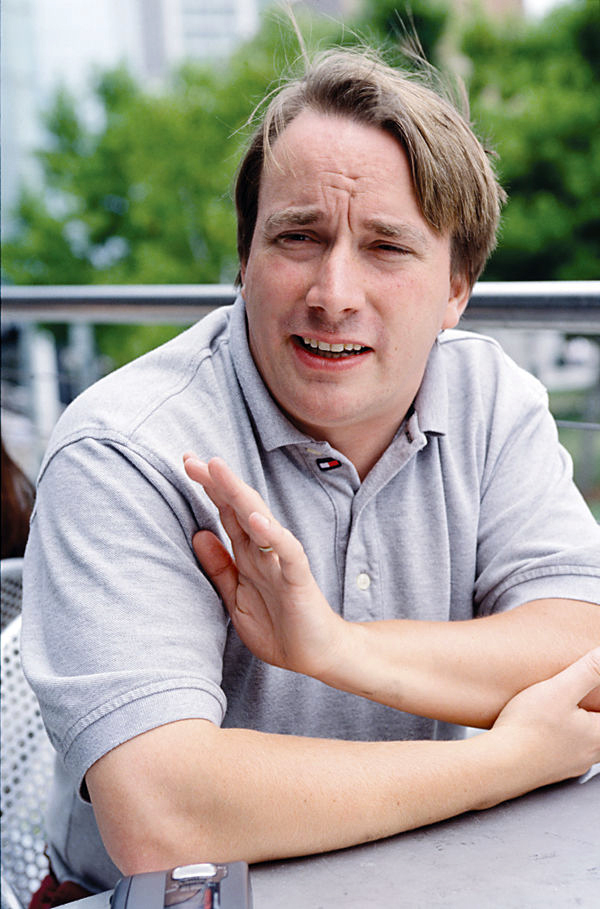
Linus Torvalds.

- 28 janvier : Oliver Rauhut, paléontologue allemand.

- 2 mars : Philippe Collombert, égyptologue et professeur français.
- 18 mars : Eric W. Weisstein, encyclopédiste américain.
- 21 mai : C. Michelle Olmstead, astronome américaine.
- 25 mai : Dmitri Kondratiev, cosmonaute soviétique.

- 14 août : Tracy Caldwell, physicienne et astronaute américaine.

- 10 septembre : Carmen Domínguez, glaciologue, exploratrice polaire et mathématicienne espagnole.
- 16 septembre : Andrea Boattini, astronome italien.

- 7 octobre : Karen L. Nyberg, ingénieur et astronaute américaine.

- 24 décembre : Oleg Skripochka, cosmonaute soviétique.
- 28 décembre : Linus Torvalds, informaticien finlandais, créateur du noyau Linux.

- Bronwyn Harch, statisticienne australienne.
- Eleanor Robson, archéologue et historienne des mathématiques.
- Tetsuo Kagawa, astronome japonais.britannique.

## Décès

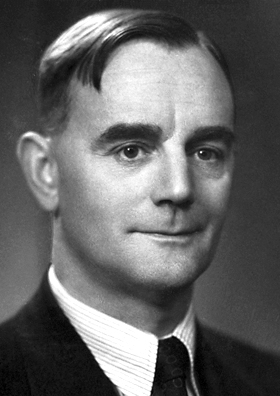
Cecil Frank Powell.

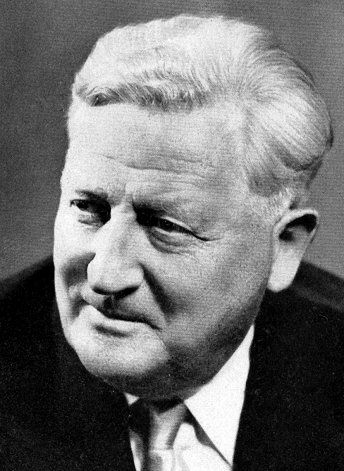
Reinhard Maack.

- 11 janvier : Václav Hlavatý (né en 1894), mathématicien et physicien théoricien tchèque, puis américain.
- 20 janvier : Georges Lanfry (né en 1884), archéologue et entrepreneur français.
- 21 février : Jean Charbonneaux (né en 1895), archéologue français.
- 27 février : Marius Barbeau (né en 1883), anthropologue et ethnologue québécois.

- 4 avril : Friedrich von Huene (né en 1875), paléontologue allemand.
- 10 avril : Fernando Ortiz Fernández (né en 1881), ethnologue et anthropologue cubain.
- 21 avril : Alice Perry (née en 1885), ingénieure, géomètre et poétesse irlandaise.
- 24 avril : Wu Dingliang (né en 1893), universitaire et anthropologue chinois.

- 14 mai : Walter Pitts (né en 1923), scientifique américain.
- 22 mai : Richard Scott Perkin (né en 1906), astronome américain.
- 28 mai : Arnold Kohlschütter (né en 1883), astronome et astrophysicien allemand.

- 1er juin : Attilio Degrassi (né en 1887), archéologue et érudit italien.
- 24 juin : Willy Ley (né en 1906), auteur scientifique américain d'origine allemande.

- 16 juillet : Sergueï Roudenko (né en 1885), anthropologue et archéologue russe.
- 26 juillet : Walter Reppe (né en 1892), chimiste allemand.

- 5 août : Charles Dufraisse (né en 1885), chimiste français.
- 9 août : Cecil Frank Powell (né en 1903), physicien britannique, prix Nobel de physique en 1950.
- 17 août : Otto Stern (né en 1888), physicien allemand, prix Nobel de physique en 1943.
- 25 août : Harry Hess (né en 1906), officier de marine et géologue américain.
- 26 août : Reinhard Maack (né en 1892), géologue et explorateur allemand.

- 2 octobre : George Cœdès (né en 1886), épigraphiste et archéologue français.
- 4 octobre : Léon Brillouin (né en 1889), physicien franco-américain.

- 8 novembre : Vesto Slipher (né en 1875), astronome américain.
- 12 novembre : William F. Friedman (né en 1891), cryptologue dans l'armée américaine.
- 19 novembre :
  - Camille Arambourg (né en 1885), paléontologue français.
  - Jean Baradez (né en 1895), colonel d'aviation et pionnier de l'archéologie aérienne français.
- 8 décembre : Fritz Arndt (né en 1885), chimiste allemand.
- 22 décembre : Armin von Gerkan (né en 1884), archéologue allemand.
- 28 décembre : Rudolf Hauschka (né en 1891), chimiste fondateur du laboratoire et entreprise pharmaceutique et cosmétique Wala.